# 劉毓瑤
劉毓瑤（？—？），順天府大城縣人，清朝政治人物。

## 生平
嘉慶九年（1804年）甲子科順天鄉試舉人，道光元年（1821年）七月任岳池縣知縣，調石泉縣知縣。